# Frank Davelaar
Frank Lucio Davelaar (Curaçao, 13 mei 1928 – Curaçao, 11 oktober 2016) was een Antilliaans dirigent, tenor en acteur.
Davelaar was geen beroepsmusicus; hij was van huis leraar Spaanse taal- en letterkunde.
Davelaar begon al vroeg met zingen, uiteraard in een koor (Frater Fidelius) met de naam "De zingende jeugd". Het zingen leerde hij mede door zijn moeder, die ook amateurzangeres was. Vanwege zijn jeugd moest hij aansluiten bij de alten. Wanneer hij de MULO volgt, krijgt hij de baard in de keel en zakt een stem: tenor. Hij rolde als vanzelf verder het onderwijs in; men vond hem wijs genoeg om als jongen van zestien voor de klas te staan. Door de Tweede Wereldoorlog was er een tekort aan leerkrachten op de Nederlandse Antillen. Davelaar ging vervolgens leren voor leraar Engels en Spaans. Die studies vond gedeeltelijk in Amsterdam plaats (1956-1957), waar hij in het Amsterdams Opera Koor van Piet van Egmond zong. Zanglessen kwamen van Dora Lindeman, maar meest was hij op muziekgebied autodidact. Hij werd leraar Spaans op het mgr. Zwijsen College en Radulphus College (hij was er later conrector, beide op Curaçao.
Zijn naam duikt in de jaren vijftig op als dirigent van een meisjeskoor uit Steenrijk (Curaçao). In 1960 ontwikkelde hij via een dameskoor, een jongenskoor verder totdat hij genoeg leden bij elkaar had voor koor Orfeon Crescendo, waarin de latere actrice Rina Penso zong. In 1948 was hij te zien in de film Ava en Gabriel van Felix de Rooy en Norman de Palm. Als acteur stond hij in 1955 op de planken in de komedie Juancho Picaflor van Renee de Rooy onder regie van Henk van Ulsen. Davelaar vertolkte de rol Don Juan tegenover Lenny van Ierland in het Roxy Theater te Willemstad (Curaçao) (1955); algehele leiding was in handen van Jossy Martina. 
Het koor bracht het op verzoek van Raimundo Debrot tot de televisie. In 1985 vierde het koor haar 25-jarig jubileum met een groots concert, het koor was gegroeid van twintig van zestig tot veertig zangers in 1993, waaronder een jonge Tania Kross. Davelaar stond ooit ook voor een orkest, Eric Gorsira, Luise Gorsica en Harold Martina zochten een dirigent voor het Tripleconcert van Ludwig van Beethoven. 
In 1971 kreeg hij de Cola Debrotprijs toebedeeld. Voor zijn werkzaamheden werd hij in 1972 benoemd tot ridder in de Orde van Oranje-Nassau; in 1993 tot officier in die orde. Ook kreeg hij de Zilveren Anjer in 1993, ook vanwege bijdragen bij Curaçaose filmproducties en radio-uitzendingen over klassieke muziek (Maduro Muziek Stichting). In 1995 volgde de compact disc Despedida di fraterman. Hij was ook onderscheiden met de Silvesterorde.
Vanuit het acteren was hij lang bevriend met Nydia Ecury, die zijn overlijdensbericht postte op Facebook.